# Liste der Bodendenkmäler in Beutelsbach
Auf dieser Seite sind die Bodendenkmäler in der niederbayerischen Gemeinde Beutelsbach zusammengestellt. Diese Tabelle ist eine Teilliste der Liste der Bodendenkmäler in Bayern. Grundlage ist die Bayerische Denkmalliste, die auf Basis des Bayerischen Denkmalschutzgesetzes vom 1. Oktober 1973 erstmals erstellt wurde und seither durch das Bayerische Landesamt für Denkmalpflege geführt wird. Die folgenden Angaben ersetzen nicht die rechtsverbindliche Auskunft der Denkmalschutzbehörde.

## Bodendenkmäler der Gemeinde Beutelsbach

### Bodendenkmäler in der Gemarkung Beutelsbach
| Lage                   | Objekt | Akten-Nr.     | Bild |
| ---------------------- | --- | ------------- | ---- |
| Beutelsbach (Standort) | Gräberfeld mit mindestens 30 Grabhügeln vorgeschichtlicher Zeitstellung, unter anderem der mittleren Bronzezeit und der Hallstattzeit.                                                      | D-2-7444-0022 |      |
| Beutelsbach (Standort) | Gräberfeld mit mindestens 88 Grabhügeln vorgeschichtlicher Zeitstellung, unter anderem der mittleren Bronzezeit.                                                                            | D-2-7444-0023 |      |
| Beutelsbach (Standort) | Viereckschanze der späten Latènezeit. | D-2-7444-0024 |      |
| Beutelsbach (Standort) | Verebnetes Grabenwerk und Siedlung vorgeschichtlicher Zeitstellung, insbesondere der Hallstatt- und Latènezeit.                                                                             | D-2-7444-0025 |      |
| Beutelsbach (Standort) | Siedlung vor- und frühgeschichtlicher Zeitstellung. | D-2-7444-0026 |      |
| Beutelsbach (Standort) | Mittelalterlicher Burgstall Schloßberg-Hinterholzen mit mittelalterlichem Erdstall. | D-2-7444-0048 |      |
| Beutelsbach (Standort) | Untertägige mittelalterliche und frühneuzeitliche Befunde im Bereich der katholischen Pfarrkirche St. Georg in Beutelsbach, darunter die Spuren von Vorgängerbauten bzw. älteren Bauphasen. | D-2-7444-0137 |      |
| Beutelsbach (Standort) | Untertägige mittelalterliche und frühneuzeitliche Befunde im Bereich der katholischen Kirche St. Pankratius in Hinterskirchen, darunter die Spuren von älteren Umbauphasen.                 | D-2-7444-0141 |      |
| Beutelsbach (Standort) | Untertägige mittelalterliche und frühneuzeitliche Siedlungsteile im Bereich der Einöde Unterholzen.                                                                                         | D-2-7444-0150 |      |
| Beutelsbach (Standort) | Siedlung vor- und frühgeschichtlicher Zeitstellung. | D-2-7444-0177 |      |
| Beutelsbach (Standort) | Spätmittelalterlich-/frühneuzeitlicher Erdstall. | D-2-7444-0178 |      |